# Emm Rock
Der Emm Rock (in Argentinien Roca Eme, in Chile Islotes Eme) ist ein 30 m hoher Klippenfelsen im Archipel der Südlichen Shetlandinseln. Er ragt 800 m vor der Südküste von King George Island auf der Ostseite der Einfahrt zur Potter Cove auf.
Der Felsen war vermutlich schon den ersten Robbenfängern auf den Südlichen Shetlandinseln bekannt. Teilnehmer der Fünften Französischen Antarktisexpedition (1908–1910) unter der Leitung des Polarforschers Jean-Baptiste Charcot und Wissenschaftler der britischen Discovery Investigations im Jahr 1935 nahmen Kartierungen vor. Letztere benannten ihn nach dem Buchstaben M, an den der Felsen in seiner Form erinnert. In die pluralisierte chilenische Benennung sind einige vorgelagerte Felsen miteinbezogen.